# Ліндесберг
Ліндесберг (швед. Lindesberg) — містечко (tätort, міське поселення) на Півдні Швеції в лені  Еребру. Адміністративний центр комуни Ліндесберг.

## Географія
Містечко знаходиться у північно-східній частині лена  Еребру за 160 км на захід від Стокгольма.

## Історія
Ліндесберг має багатовікову історію, будучи центром старого гірничодобувного району. Найбільш ранні згадки зустрічаємо в документі про фундацію кам'яної церкви в XIV столітті. Містечко було відоме як Ліндесос (Lindesås). Воно отримало в 1643 році грамоту від королеви Христини з наданням теперішньої назви, статуса міста. 
Гірничодобувний район Ліндесберг фігурує на одній з найбільш ранніх і найдостовірніших історичних карт Північної Європи Carta marina з 1539 року.

## Герб міста
Від XVII століття місто Ліндесберг використовувало герб. Він був зафіксований у королівському привілеї 1645 року. Герб отримав нове королівське затвердження 1945 року.
Сюжет герба: у срібному полі з зеленого тригорба виходить така ж липа з листочками.
Називний герб. Вказує на назву комуни, яка дослівно перекладається як «липова гора».
Після адміністративно-територіальної реформи, проведеної у Швеції на початку 1970-х років, муніципальні герби стали використовуватися лишень комунами. Цей герб був 1971 року перебраний для нової комуни Ліндесберг. 

## Населення
Населення становить 9 729 мешканців (2018).

## Економіка
Історично місто розвивалося завдяки гірничодобувній промисловості. Однак останні шахти закрито в 1970—1980-х роках.
Нині основною галуззю зайнятості місцевих мешканців є сфера надання послуг.

## Спорт
У поселенні базується футбольний клуб ІФК Ліндесберг, гандбольний Ліндесберг ІФ, волейбольний Ліндесберг Волей БК та інші.

## Галерея

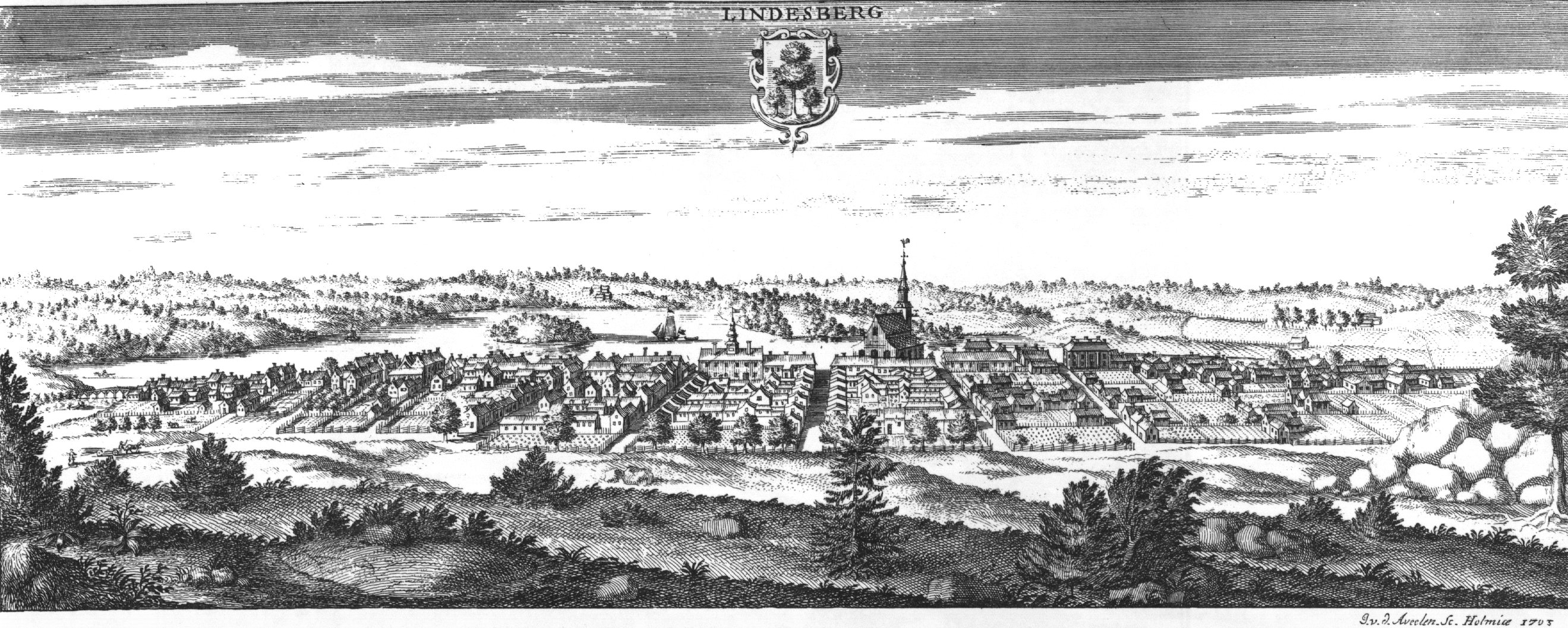
Гравюра з панорамою міста Ліндесберг (біля 1700 р.)

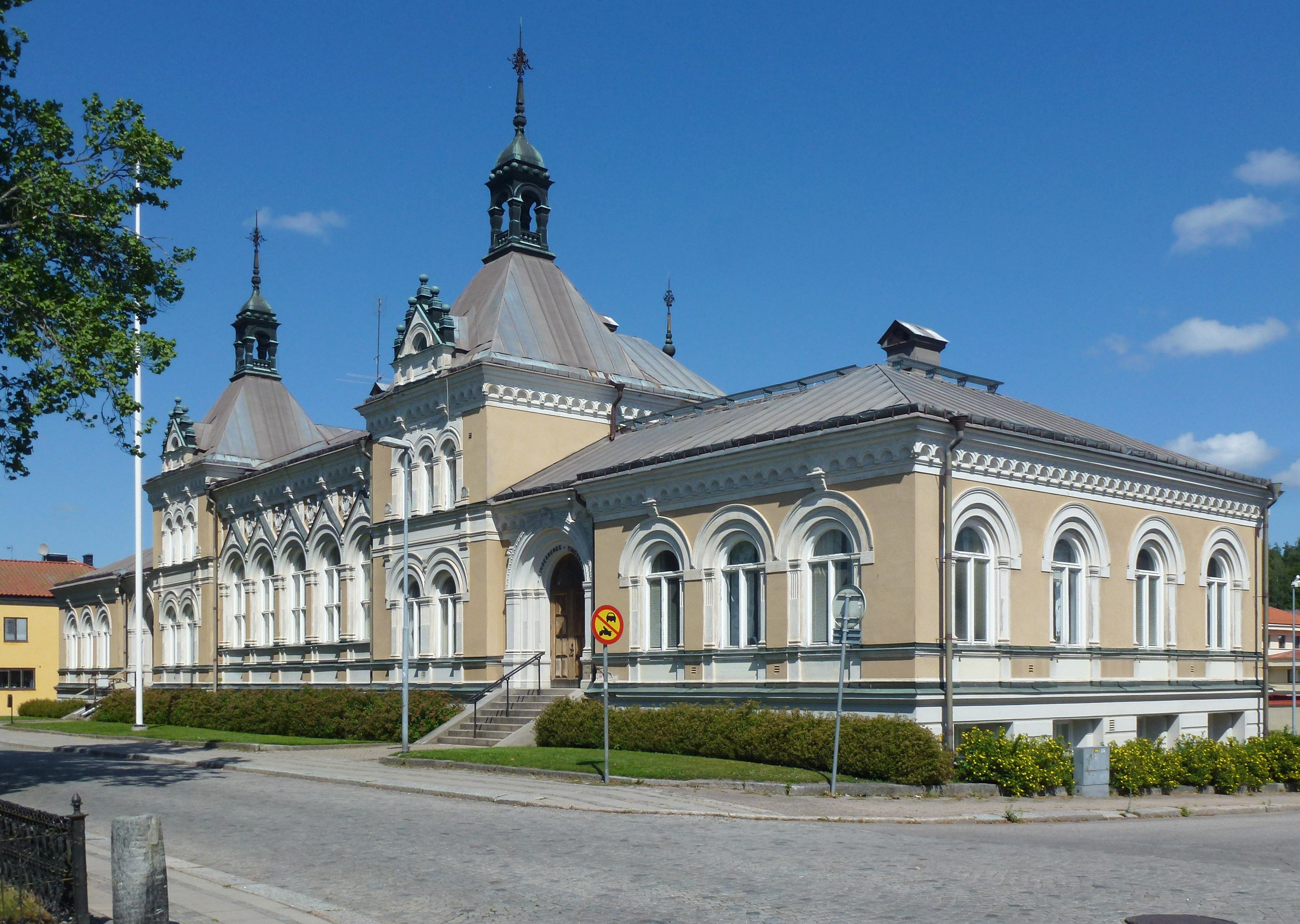
Будинок суду
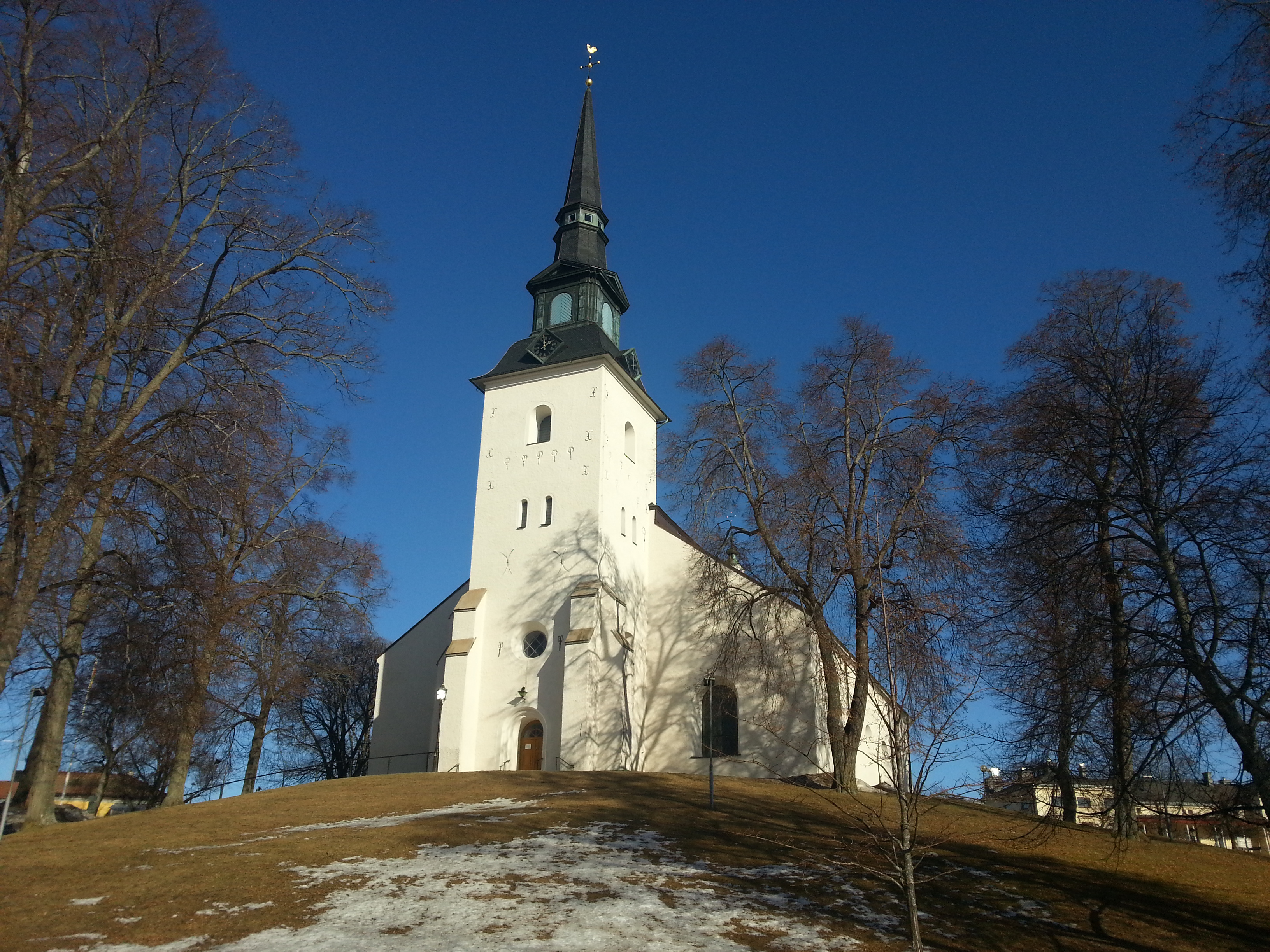
Церква
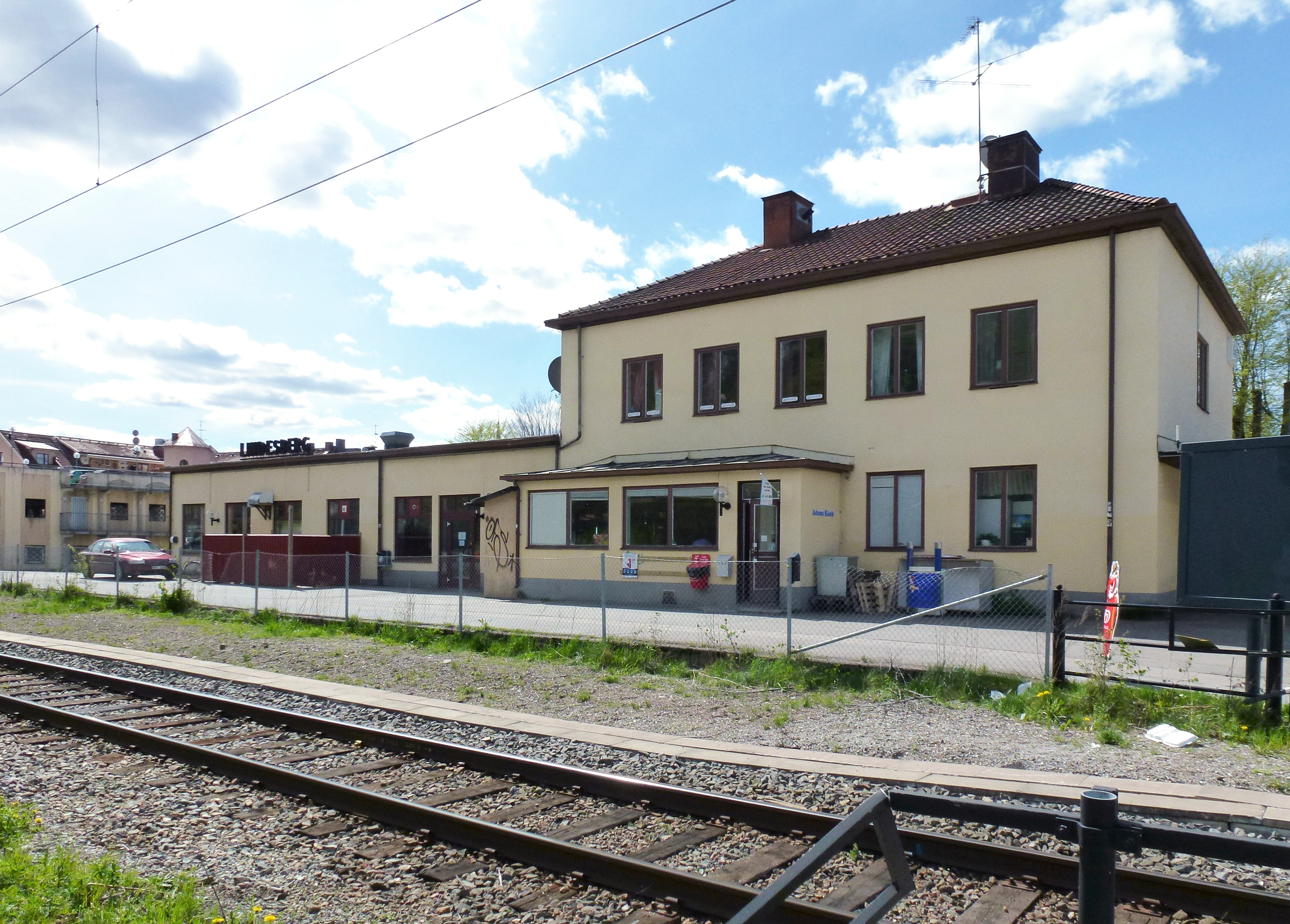
Залізнична станція
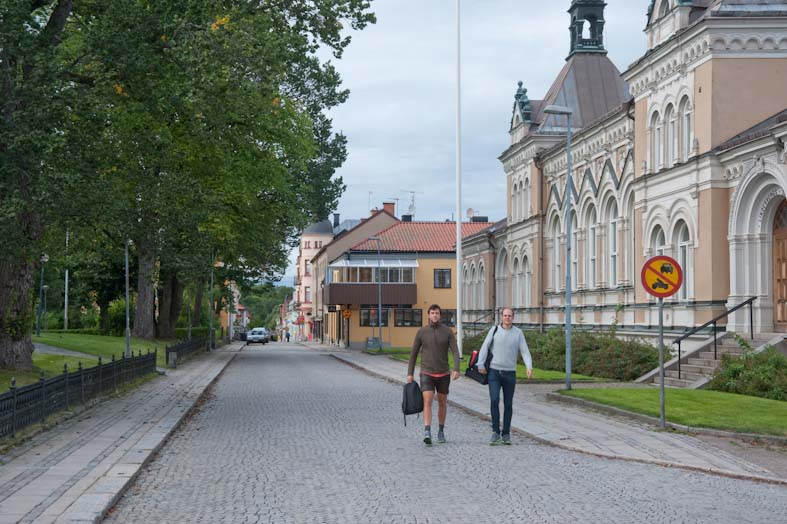
Вулиця Кунгсгатан
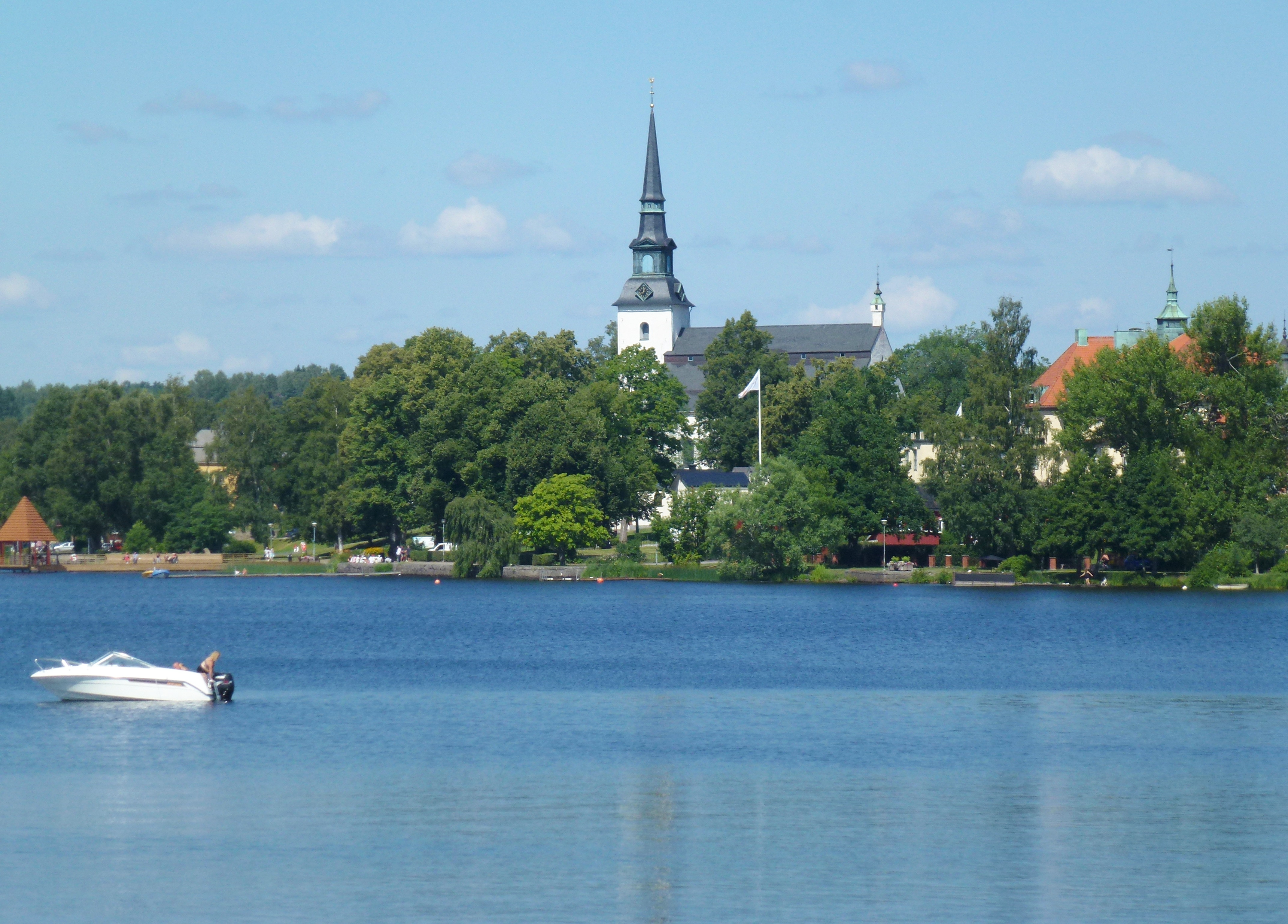
Озеро
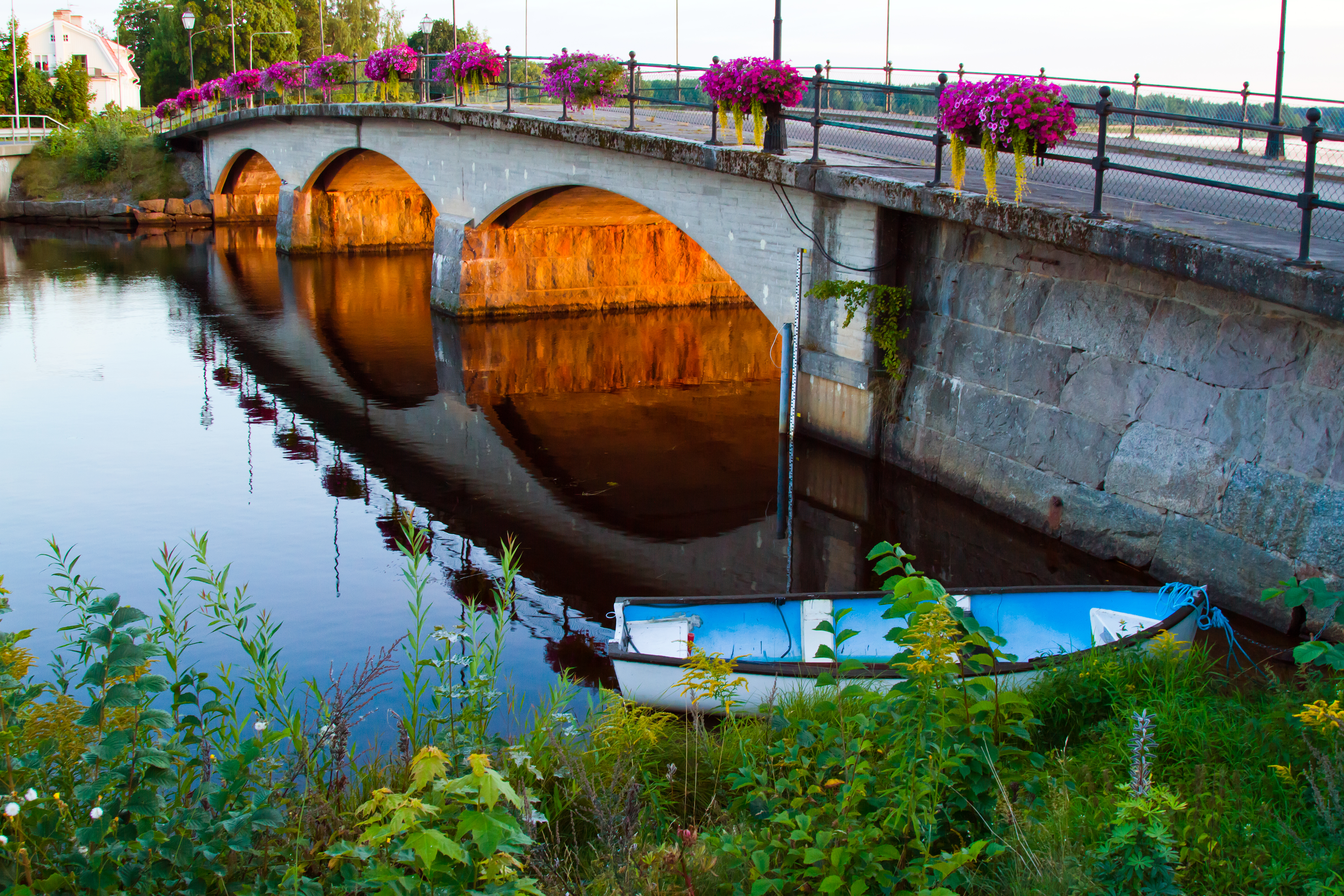
Старий міст
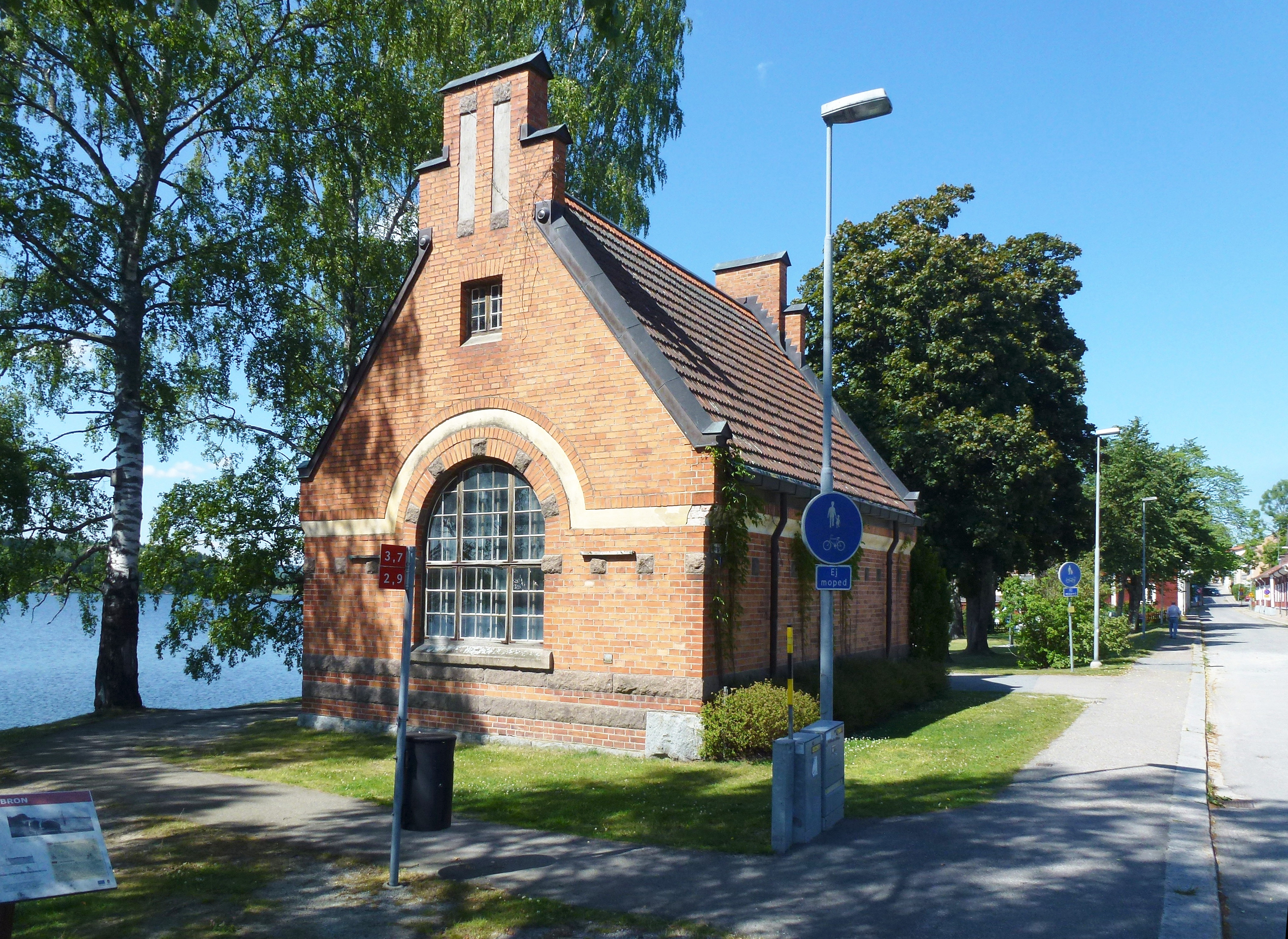
Стара насосна станція
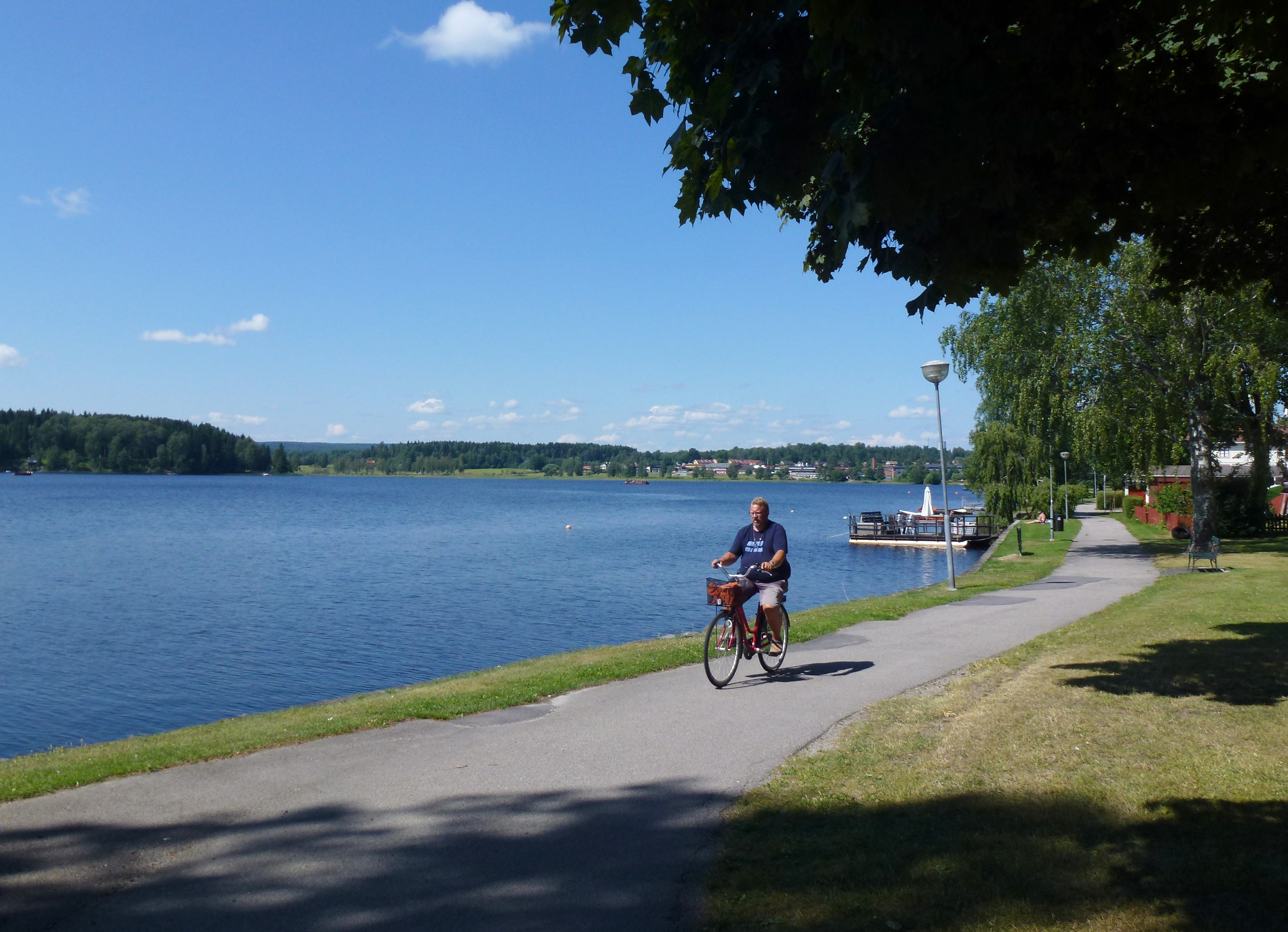
Набережна в Ліндесберзі